# کیم یونگ-جو
کیم یونگ-جو (انگلیسی: Kim Yong-ju; زاده ۱۹۲۰ – درگذشته دسامبر ۲۰۲۱ (aged 100–101)) سیاست‌مدار اهل کره شمالی بود.